# Made to Stick
 (novembre 2015).
Fait Pour Coller (ou des idées qui « collent »), sous-titre : Pourquoi certaines idées survivent et d'autres meurent ((en) Made to Stick Why Some Ideas Survive and Others Die) est un livre des frères Chip et Dan Heath (en) publié par Random House en 2007  (ISBN 978-1-4000-6428-1).

## L'ouvrage
Le livre examine l'idée de « viscosité » popularisée par Malcolm Gladwell dans son ouvrage Le point de bascule, et cherche à expliquer ce qui rend une idée ou un concept mémorable ou intéressant. Un style similaire à celui de Gladwell est utilisé, l'ouvrage présente un certain nombre d'histoires et études de cas, d'où les auteurs tirent des principes. Chaque chapitre comprend une section intitulée « clinique », dans laquelle les principes du chapitre sont appliqués à une étude de cas spécifique ou une idée pour démontrer leur application.

## Les auteurs
Chip Heath enseigne la théorie des organisations (Organizational behavior) à la Graduate School of Business de l'Université Stanford. Dan Heath, un ancien chercheur à Harvard, est consultant et développeur de manuels novateurs. Ils ont également écrit une chronique régulière pour le magazine Fast Company.

## Vue d'ensemble
Les grandes lignes de l'ouvrage suivent l'acronyme anglais « SUCCESS » (en omettant le dernier s). Chaque lettre se réfère à une caractéristique qui peut aider à rendre une idée « collante » :
- « Simple » — trouver un noyau pour toute idée (la réduire)
- « Unexpected » — idée inhabituelle pour créer un effet de surprise
- « Concrète » — idée comprise et dont on se souvient
- « Credible » — donner une idée acceptable
- « Émotionnelle — aider à voir l'importance d'une idée
- « Stories » — habiliter l'utilisation d'une idée à travers un récit